# Vrissés (Chania)
Vrísses (em grego: Βρύσες) é uma vila localizada na fronteira entre as unidades regionais de Retimno e Chania, situada a 32 quilômetros de Chania e 26 quilômetros de Retimno. É localmente conhecida pela produção de iogurte e mel. Há na vila uma ponte grecorromana.